# 亞歷山大縣 (伊利諾伊州)
亞歷山大縣（英語：Alexander County）是位於美国伊利诺伊州最南部的一個縣，位於密西西比河和俄亥俄河匯合處。西為密蘇里州，東為肯塔基州，面積654平方公里。根據2020年美國人口普查，共有人口5,240人。縣治开罗（Cairo）。該縣成立於1819年3月4日，縣名紀念1822年出任伊利诺伊州众议院議長威廉·亞歷山大（William M. Alexander）。